# Torneo de ajedrez de Nueva York de 1924
El torneo de Nueva York de 1924 convocaba a los mejores jugadores de la época, con Capablanca al frente. Allí fue un Lasker, ya mayor. Se trataba de un torneo a doble vuelta. El torneo fue un desastre para Capablanca. Perdió una partida contra Richard Réti, lo que puso fin a su extraordinario récord de ocho años sin perder una partida.
El torneo lo ganó Lasker, que jugó como en sus mejores tiempos, y sacó punto y medio a Capablanca.

## Resultados
| #  | Jugador              | 1  | 2  | 3  | 4  | 5  | 6  | 7  | 8  | 9  | 10 | 11 | Total |
| -- | -------------------- | -- | -- | -- | -- | -- | -- | -- | -- | -- | -- | -- | ----- |
| 1  | Emanuel Lasker       | xx | ½0 | 1½ | ½1 | 11 | 11 | 11 | ½1 | ½1 | ½1 | 11 | 16    |
| 2  | José Raúl Capablanca | ½1 | xx | ½½ | ½½ | 01 | ½1 | 11 | 11 | 1½ | ½1 | ½1 | 14½   |
| 3  | Alexander Alekhine   | 0½ | ½½ | xx | ½½ | 10 | 1½ | ½½ | ½½ | 11 | ½½ | 11 | 12    |
| 4  | Frank Marshall       | ½0 | ½½ | ½½ | xx | ½1 | 0½ | 01 | ½0 | ½1 | 1½ | 11 | 11    |
| 5  | Richard Réti         | 00 | 10 | 01 | ½0 | xx | ½½ | 01 | 11 | 10 | 10 | 11 | 10½   |
| 6  | Géza Maróczy         | 00 | ½0 | 0½ | 1½ | ½½ | xx | 01 | ½½ | 11 | ½1 | 10 | 10    |
| 7  | Yefim Bogoliubov     | 00 | 00 | ½½ | 10 | 10 | 10 | xx | 01 | 11 | ½1 | 01 | 9½    |
| 8  | Savielly Tartakower  | ½0 | 00 | ½½ | ½1 | 00 | ½½ | 10 | xx | 10 | ½0 | ½1 | 8     |
| 9  | Frederick Yates      | ½0 | 0½ | 00 | ½0 | 01 | 00 | 00 | 01 | xx | 11 | ½1 | 7     |
| 10 | Edward Lasker        | ½0 | ½0 | ½½ | 0½ | 01 | ½0 | ½0 | ½1 | 00 | xx | 0½ | 6½    |
| 11 | David Janowski       | 00 | ½0 | 00 | 00 | 00 | 01 | 10 | ½0 | ½0 | 1½ | xx | 5     |